# Dornier Do 17
Il Dornier Do 17 fu un aereo multiruolo, monoplano bimotore ad ala alta, sviluppato dall'azienda aeronautica tedesca Dornier-Werke GmbH nei primi anni trenta e prodotto, oltre che dalla stessa, su licenza da alcune aziende nazionali del settore.
Realizzato ufficialmente per il mercato dell'aviazione commerciale ma ideato anche per una sua veloce conversione militare, fu uno dei primi velivoli da bombardamento moderni ad equipaggiare la Luftwaffe, l'aeronautica militare tedesca, nel periodo interbellico e, nelle sue versioni più evolute, venne intensamente utilizzato durante lo svolgimento della seconda guerra mondiale.

## Storia del progetto

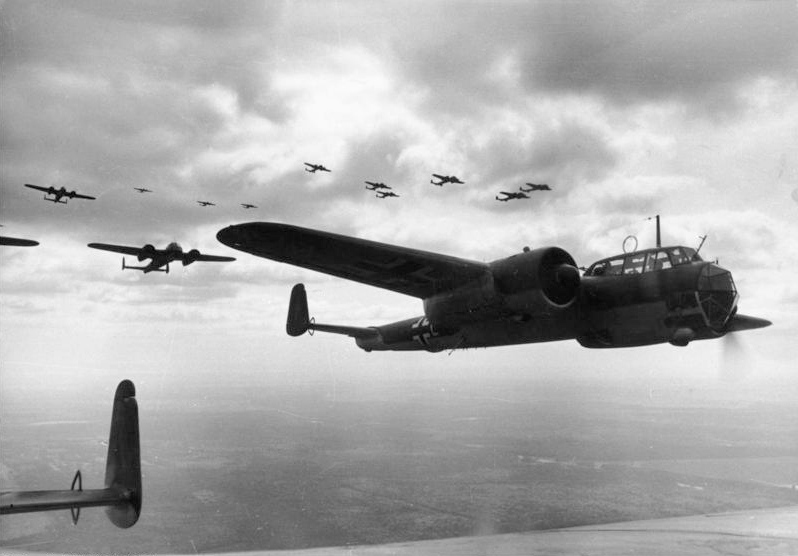
Una formazione di Dornier Do 17 Z-1

Nel 1932 l'Heereswaffenamt emise una specifica per la fornitura di un nuovo modello di aereo da trasporto per la Deutsche Reichsbahn-Gesellschaft, l'azienda di trasporti ferroviari nazionale, ed un aereo postale veloce per la Deutsche Luft Hansa (DLH). Alla richiesta decise di rispondere la Dornier-Werke avviando, dal 1º agosto, lo sviluppo di un progetto adatto allo scopo.
Quando il nazismo andò al potere nel 1933, l'asso dell'aviazione della prima guerra mondiale Hermann Göring assunse l'incarico di commissario nazionale per l'aviazione, con Erhard Milch proveniente dalla Deutsche Luft Hansa come vice; i due in breve tempo avrebbero istituito il Reichsluftfahrtministerium (RLM), nuovo ministero cui fu demandata l'intera gestione dell'aviazione tedesca del periodo. L'RLM introdusse una nuova convenzione di designazione, basata su un "pacchetto di numeri" assegnati alle varie aziende aeronautiche nazionali precedute da un suffisso identificativo, così il nuovo modello venne ufficialmente identificato come Do 17. Il 17 marzo 1933, solo tre mesi dopo il suo insediamento, Milch diede l'autorizzazione alla costruzione dei prototipi. Alla fine del 1933 l'RLM emise una specifica per la fornitura per un "aereo ad alta velocità ed impennaggio a doppia deriva" e per un "aereo da trasporto dotato di equipaggiamenti speciali", in altri termini un bombardiere. Il progetto originale (il Do 17 V1) del 1932 prevedeva una configurazione con singolo elemento verticale e Dornier continuò a sviluppare quel modello. Un mockup del Do 17 venne presentato al pubblico nell'aprile 1933, privo ancora di quell'equipaggiamento speciale allo scopo di mascherare la sua propensione ad assumere il ruolo di aereo militare.
Nel mese di aprile 1934, alla sede Dornier di Manzell iniziò il programma "definizione". Nel corso del mese furono definiti i dettagli dell'armamento difensivo e quelli del meccanismo di sgancio delle bombe. La costruzione dei prototipi ebbe inizio il 20 maggio 1934 e, il 20 novembre di quell'anno, il Do 17 V1, dotato di impennaggio monoderiva e propulso da una coppia di motori BMW VI 7,3, venne portato in volo per la prima volta. Il programma di prove in volo subì dei ritardi a causa di una serie di incidenti in uno dei quali, nel febbraio e nell'aprile 1935, il prototipo rimase danneggiato durante l'atterraggio. Il secondo prototipo, il Do 17 dotato di impennaggio bideriva e motorizzato con i BMW VI 6,3 a bassa compressione, volò il 18 maggio 1935 e venne visionato, assieme al Do 17 V1, dalla commissione esaminatrice RLM il giugno successivo all'aeroporto di Rechlin-Lärz. I successivi test evidenziarono che la soluzione monoderiva non presentava significativi vantaggi nella stabilità di volo per cui il V1 venne modificato adottando anch'esso la coda del V2. Il velivolo rimase distrutto in un incidente il 21 dicembre a causa di un malfunzionamento dei motori. Il Do 17 V3, anch'esso dotato di impennaggio bideriva, era originariamente previsto fosse equipaggiato con una coppia di motori Hispano-Suiza 12Ybrs ma data la loro indisponibilità alla fine si decise di riproporre la coppia di BMW VI 7,3, come per il V1; in questo caso il primo volo ebbe luogo il 19 settembre 1935. Il prototipo Do 17 V1 rimase l'unica cellula costruita ad avere la configurazione a singola deriva.
La particolare linea dei primi due prototipi, dotati di un naso lungo ed appuntito, unitamente alla sagoma sottile della fusoliera, diede origine al soprannome dato al Do 17, "Fliegender Bleistift", che tradotto dalla lingua tedesca significa "matita volante", termine con cui il bimotore venne identificato durante tutte le fasi iniziali di sviluppo.
Lo storico dell'aviazione Heinz J. Nowarra sostiene che, a differenza dell'Heinkel He 111, il cui utilizzo militare era stato pianificato già dal suo concepimento, il Do 17 V1 fu impostato come aereo passeggeri a sei posti e per il trasporto postale veloce al fine di competere con il più piccolo Heinkel He 70 "Blitz". Il modello poi venne respinto dalla DLH sostenendo che lo scompartimento era troppo angusto e scomodo per il trasporto di passeggeri e il costo di gestione troppo oneroso per un aereo postale. A sostegno di questa interpretazione i tre prototipi rimasero inutilizzati presso lo stabilimento Dornier di Lowental per almeno sei mesi, fino a che il capitano Untucht della DLH non ne venne a conoscenza. Dopo averne ricevuto l'autorizzazione portò in volo uno degli esemplari provandone le caratteristiche in una serie di manovre al limite dell'acrobazia aerea. Dopo l'atterraggio dichiarò che "la macchina è agile come un aereo da caccia, dategli una maggiore stabilità laterale ed avremo un bombardiere ad alta velocità!" I commenti di Untucht esortarono Dornier a riprogettare la sezione di coda rinnovando l'interesse per modello.
Alla Dornier venne quindi richiesto di realizzare un nuovo prototipo, il Do 17 V4. Alcune fonti affermano che questo differiva dal V3 per la rimozione dei finestrini ai lati della fusoliera e per la rimozione della singola deriva con due di dimensioni inferiori. La documentazione fotografica tuttavia dimostra che il V3 era dotato di impennaggio bideriva già dall'inizio della sua costruzione. Le prove eseguite sui prototipi bideriva V4, V6 e V7 furono positive e venne avviata la costruzione di nuovi prototipi: il V8 che prefigurava la versione da ricognizione aerea ed il V9 destinato a testare la configurazione aereo di linea ad alta velocità; il Do 17 V9 risultava ancora operativo nel 1944.

### Gli esordi e la prima generazione

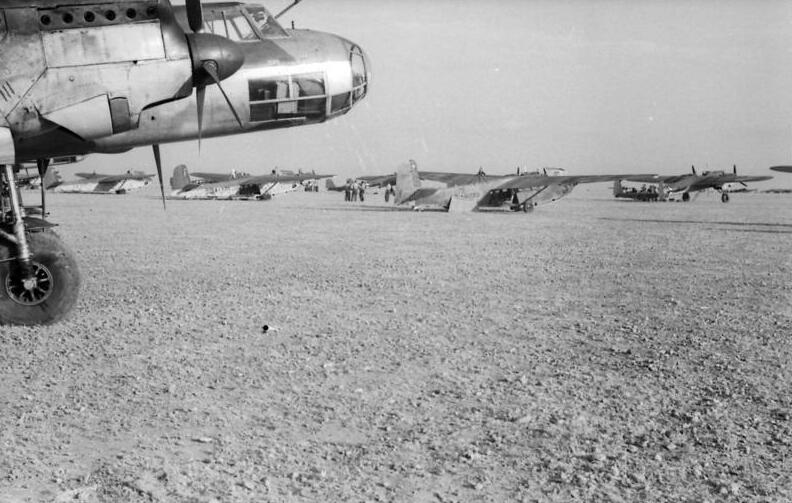
In primo piano il muso di un Do 17 E e, sullo sfondo, degli alianti DFS 230.

Il Do 17 fu sviluppato parallelamente al Do 29, che avrebbe dovuto rappresentare la versione Zerstörer (Caccia Distruttore multiruolo) del Do 17, ma che rimase solo allo stadio di progetto.
La prima versione di serie fu il Do 17 E, dal peso di 4 500 kg a vuoto e 7 050 al decollo e capace di 355 km/h di velocità massima. L'armamento consisteva di due mitragliatrici e 750 kg di bombe. Prestò servizio in Spagna, assieme al modello F, assai simile, dimostrandosi efficiente pur non eccellendo in nessuna prestazione specifica.
Il Do 17 M ottenne migliori prestazioni grazie all'impiego di motori radiali BMW da 1 000 CV ed altre migliorie. Restò in linea diversi anni e venne anche esportato in paesi come la Jugoslavia, dove combatté contro i nazisti nella primavera del 1941.

### La seconda generazione: il Do 17 Z
Nel prototipo Do 17 S venne studiata una nuova disposizione della fusoliera che consentiva di migliorare, tra l'altro, il campo di tiro dell'armamento difensivo. Il risultato operativo divenne noto come Do 17 Z, una versione migliorata e, nonostante gli incrementi di peso, assai più prestante delle precedenti grazie a nuovi motori sovralimentati Bramo 323 Fafnir da 1 000 CV.
Impiegato a partire dal 1939, questo velivolo era di molto superiore al predecessore in ogni senso: quattro mitragliatrici difensive ed abitacolo ampliato non gli impedivano di essere più veloce ed operare ad una maggiore quota. D'altra parte già nel 1937 a Zurigo un Do 17 M rimotorizzato con i Daimler-Benz DB 600, predecessori dei DB 601, aveva battuto in velocità tutti i caccia presenti all'avioraduno che vi si tenne.
Usato ampiamente contro gli inglesi e francesi, il nuovo aereo si mostrò vulnerabile ai nuovi caccia ma mostrò pure di possedere alcune notevoli qualità; ad esempio la resistenza ai colpi delle armi nemiche o la possibilità di eseguire picchiate di disimpegno fino a 600 km/h.
Il modello successivo fu il Dornier Do 215, dotato dei motori DB 601, che fu usato come ricognitore e talvolta come bombardiere, specie contro l'Unione Sovietica.

### Caccia notturno
Come soluzione d'emergenza il Do 17 venne impiegato anche nei reparti da caccia notturna, mentre nei reparti da bombardamento era in sostituzione con velivoli di più recente concezione. Dotato di uno o due cannoni da 20 mm e tre o quattro mitragliatrici da 7,92 mm, l'aereo era munito di un sensore agli infrarossi che però, basato su di uno schermo al fosforo che rilasciava luce quando colpito da calore, si rivelò troppo sensibile per l'impiego operativo. Era un primo tentativo di migliorare le condizioni di caccia notturna, antenato dei moderni sistemi IRST.

## Tecnica

### Cellula
Di costruzione interamente metallica il Do 17 si configurava come un monoplano bimotore ad ala medio/alta dotato di fusoliera dalla sezione ridotta.
Nelle versioni iniziali la prua del velivolo era interamente integrata nelle linee filanti della parte anteriore e presentava vetratura con sottili intelaiature solo nel cono frontale, poco pronunciato, e nella zona inferiore. La cabina di pilotaggio ospitava due membri affiancati e terminava in una postazione vetrata per un mitragliere leggermente sporgente rispetto alla sezione ovale della fusoliera.
A partire dalla versione "S", la parte anteriore della fusoliera fu ampliata considerevolmente e dotata di ampie vetrature frontali mentre la postazione dorsale del mitragliere fu integrata nella cabina di pilotaggio e dotata, anche in questo caso, di superficie completamente vetrata.
Nella parte centrale del velivolo era disposta la stiva per le bombe mentre il tronco posteriore terminava nella già citata coda a doppia deriva.
Il carrello d'atterraggio era di tipo triciclo posteriore; l'elemento anteriore era disposto immediatamente dietro ai motori e si ritraeva, con movimento verso il posteriore, all'interno delle gondole che si prolungavano fino al bordo d'uscita alare. Nel tronco di coda era presente un ruotino d'appoggio sterzante che, inizialmente di tipo fisso, nelle ultime versioni prodotte divenne anch'esso retrattile.

### Motore
Nella prima versione prodotta in serie (la "E") il Do 17 venne motorizzato con due BMW VI, motori V12 raffreddati a liquido, capaci di erogare la potenza di 750 CV; questa versione fu sostanzialmente l'unica ad impiegare motori raffreddati a liquido: soltanto alcuni velivoli delle serie "R" ed "S" impiegarono analoga soluzione facendo ricorso in alcuni casi allo stesso BMW VI oppure ai Daimler-Benz DB 600 o DB 601.
La maggior parte dei velivoli prodotti dalla Dornier in Germania montò i motori radiali Bramo 323, nove cilindri raffreddati ad aria ed accreditati di potenza pari a 1 000 CV.

### Sistemi
Il Do 17 fu uno dei primi velivoli ad utilizzare sistemi radar aviotrasportati. La versione "Z-1" venne equipaggiata con un sistema FuG 10 mentre il più accurato FuG 202 "Lichtenstein" venne installato sulla versione "Z-7".
L'ultima versione del Do 17 (la "Z-10", prodotta in circa 10 esemplari) impiegava uno dei primi sistemi di rilevazione all'infrarosso, denominato Spanner Anlage; l'apparato non portò risultati apprezzabili e venne accantonato in favore dei radar.

### Armamento/Sistemi d'arma
Per quanto il Do 17 fosse una macchina veloce le sue prestazioni risentivano in modo considerevole in base al carico bellico trasportato: nominalmente le diverse varianti da bombardamento avrebbero potuto trasportare fino a 1 000 kg di bombe ma questo limite fu sfruttato appieno solo nelle missioni a breve raggio, mentre sulle distanze più lunghe il carico era generalmente dimezzato. Solo con la versione "Z-2", grazie all'impiego di motori Bramo 323 P il fu possibile trasportare il carico massimo alla distanza massima operativa di circa 1 200 km.
L'armamento difensivo delle versioni da bombardamento e ricognizione del Do 17 variò considerevolmente con il passare del tempo: nella versione "E" questo era costituito da una mitragliatrice MG 17 calibro 7,92 mm (disposta nella zona posteriore della cabina di pilotaggio, nella parte dorsale) e da due mitragliatrici MG 15 di cui una nel lato destro della cabina ed una nella parte inferiore della stessa. Con variazioni intermedie si arrivò a montare, nella versione "Z-2", fino ad otto mitragliatrici MG 15.
Per quanto riguarda le varianti da caccia notturna ("Z-6" e "Z-10") l'armamento risulta costituito da mitragliatrici MG 17 calibro 7,92 e cannoni MG FF calibro 20 mm il cui numero non trova concorde indicazione nelle diverse fonti reperite.

## Impiego operativo

### Germania
Il battesimo del fuoco del Do 17 avvenne nei cieli di Spagna, nel corso della guerra civile: nel 1937 (ma altra fonte riporta il 1938) con alcuni esemplari delle serie E-1 ed F-1 furono equipaggiati rispettivamente l'88° "Kampfgruppe" e l'88° Aufklärungstaffel della Legione Condor; i velivoli si segnalarono in particolare per la capacità di sfuggire al nemico contando semplicemente sulla loro velocità massima.
La prima apparizione ufficiale di un Dornier Do 17 ebbe invece luogo nel luglio del 1937, in occasione del meeting internazionale organizzato dalle autorità svizzere presso l'aeroporto di Dübendorf (nei pressi di Zurigo): in questa occasione l'esemplare V8 (dotato di due DB 600A da 1 000 hp ciascuno), si aggiudicò la vittoria di categoria nell'Alpine circuit volando alla velocità media di 233,5 km/h, attirando l'attenzione di potenziali futuri acquirenti stranieri. Più o meno contemporaneamente la Luftwaffe mise in servizio nei propri Kampfgeschwader (stormi da bombardamento) i primi esemplari della serie E-1; tra le prime unità a ricevere il nuovo Do 17 vi fu il KG 255, soprannominato "Alpen Geschwader", di base a Memmingen.
Al momento dell'invasione della Polonia la Luftwaffe equipaggiava con Dornier Do 17, appartenenti alle serie "P", "M" e "Z", nove Gruppen di quattro differenti Kampfgeschwader (KG 2, 3, 76 e 77) ed altre ventitré squadriglie appartenenti a diversi Aufklärungsgruppe (gruppi destinati alla ricognizione); l'impiego dei velivoli interessò tutto il fronte polacco ed in particolare gli esemplari in forza al Kampfgeschwader 77 ebbero un ruolo importante nei bombardamenti di Varsavia del 25 di settembre.
Sul fronte occidentale, nel periodo della strana guerra, l'impiego del Do 17 fu inizialmente limitato a sporadiche operazioni di ricognizione condotte dagli Aufklärungsgruppe 120 e 122, rispettivamente schierati presso gli aeroporti di Lubecca e Stavanger (quest'ultimo situato nella Norvegia recentemente occupata dalle truppe tedesche). A partire dal 10 maggio del 1940, data d'inizio dell'offensiva tedesca sul fronte occidentale, furono circa 160 gli esemplari di Do 17 (delle versioni "M" e "P") impegnati in azioni prevalentemente destinate alla distruzione di infrastrutture ed all'attacco delle aviosuperfici utilizzate dalle forze aeree nemiche.
Alla fine della battaglia di Dunkerque, cui fece seguito la riorganizzazione logistica delle unità della Luftwaffe impegnate sul fronte, dei quattro Kampfgeschwader già nominati il KG 2 ed il KG 3 erano passati alla versione "Z" del Do 17, fornita anche al Küstenfliegergruppe 606 (letteralmente, "Gruppo d'aviazione costiera"), mentre il KG 77 ed il II Gruppe del KG 76 erano stati riequipaggiati con gli Junkers Ju 88. Nel corso del mese di luglio gli obiettivi furono prevalentemente i convogli navali che transitavano nella Manica mentre a partire dai primi giorni di agosto furono le installazioni radar sulla costa britannica ad entrare nel mirino della Luftwaffe. Non mancarono le azioni contro le installazioni industriali, come avvenne nel caso del bombardamento agli impianti produttivi della Short Brothers i cui effetti causarono considerevoli ritardi nella produzione del bombardiere Stirling. Nei primi giorni di settembre i Do 17 dei KG 2 e 3, unitamente agli Heinkel He 111 dei KG 26 e 53, colpirono gli impianti di raffinazione del petrolio dello "Shell Haven", nella sponda nord dell'estuario del Tamigi.
Con il trascorrere dei mesi la Luftwaffe ridusse progressivamente l'impiego del Do 17 tanto che, nel gennaio del 1941, quando gli attacchi sulla Gran Bretagna erano divenuti prevalentemente di carattere notturno, solamente il KG 2 era interamente equipaggiato con il bimotore della Dornier; in aggiunta rimanevano il III Gruppe del KG 3 ed il KGr 606.
Nel corso del mese di aprile del 1941 le potenze dell'Asse diedero l'avvio all'invasione della Jugoslavia e tra le forze aeree a supporto dell'operazione vi furono proprio i due Kampfgeschwader nelle cui file operavano ancora i Do 17 impiegati, come primo compito in quello specifico teatro, nel bombardamento di Belgrado. Nei giorni successivi le operazioni proseguirono con l'invasione della Grecia e quella dell'isola di Creta durante le quali, ancora una volta, i reparti operanti con il Do 17 ebbero parte nella fase iniziale di "ammorbidimento" delle difese avversarie.
Quelle stesse forze, quando ancora non era completata la conquista dell'isola, furono trasferite sul confine con l'Unione Sovietica, destinate (a partire dal 22 giugno) a prendere parte all'Operazione Barbarossa. L'impiego del Do 17 durò tuttavia poco più di un mese: a partire dalla fine di luglio quasi tutti gli aerei furono rimpiazzati con i più recenti Do 217 E; gli ultimi esemplari del Do 17 rimasti in servizio con la Luftwaffe operarono sul fronte orientale, fino ai primi mesi del 1943, in tre squadriglie destinate alla ricognizione notturna (Nachtaufklärungstaffeln).

### Jugoslavia
L'aeronautica jugoslava impiegò circa 70 esemplari di Dornier Do 17 K, prodotti in patria su licenza. Questi aerei erano inquadrati nel "Terzo Stormo Bombardamento" ed operarono sia contro obiettivi tedeschi che bulgari, bombardando anche la città di Sofia. Dopo la sconfitta jugoslava, giunta nel breve volgere di una decina di giorni, gli aerei superstiti o non fuggiti verso l'Egitto furono assegnati dai tedeschi all'aeronautica dello Stato Indipendente di Croazia.

## Versioni
I dati sulle versioni, se non diversamente indicato, sono tratti da Enciclopedia L'Aviazione
Do 17 V1-V18Prototipi, in varie configurazioni e motorizzazioni.
Do 17 EFu la prima versione costruita in serie, a partire dagli ultimi mesi del 1936; versione da bombardamento anticipata dal prototipo V9, presentava il muso vetrato e poteva trasportare 1 000 kg di carichi offensivi, oppure 500 kg in missioni a lungo raggio; era armata con una mitragliatrice calibro 7,9 mm disposta nella cupola dorsale, una MG 15 disposta nel lato di destra della cabina di pilotaggio mentre era predisposta per l'impiego di un'altra MG 15 in posizione ventrale, sparante attraverso un'apertura a boccaporto ricavata nel pavimento.
Motorizzata con due motori BMW VI, venne realizzata nelle varianti E-1, E-2 ed E-3 che presentavano fra loro differenze marginali.
La modifica di due esemplari della versione "E-2", avvenuta nel corso del 1937 mediante la sostituzione dei motori con altrettanti radiali BMW 132 (versione costruita su licenza dello statunitense Pratt & Whitney Hornet) diede origine (stando alle fonti reperite) alla variante Do 17 J: questi velivoli non ebbero alcun seguito produttivo e funsero esclusivamente da banco di prova per i motori, destinati in seguito ad equipaggiare altre versioni del Do 17.
Do 17 FVersione da ricognizione fotografica che vide la luce pressoché contemporaneamente alla "E" da bombardamento; realizzata nella variante F-1, era equipaggiata con due fotocamere ventrali e si caratterizzava per la possibilità di stivare maggiori quantità di carburante che conferivano ai velivoli maggior autonomia operativa.
Do 17 KVersione realizzata per la vendita al Regno di Jugoslavia; equipaggiata con motori Gnome-Rhone 14N, fu prodotta su licenza da parte della Drzavna Fabrika Aviona di Kraljevo in tre varianti: Kb-1, destinata al bombardamento, e Ka-2 e Ka-3 (oppure, rispettivamente, Ka-1 e Ka-2) che privilegiavano l'impiego in qualità di ricognitore pur mantenendo secondarie capacità di bombardamento ed attacco al suolo;
Do 17 LSi trattò di due velivoli, rimasti allo stato di prototipo (rispettivamente "LV-1" ed "LV-2"): equipaggiati con motori radiali Bramo 323 A-1, dovevano fungere da ricognitori "pionieri" per la guida di altri bombardieri;
Do 17 MPreceduta dalla realizzazione di due (rispettivamente "V13" e V"14" o "MV2" ed "MV3") o tre prototipi (secondo alcuni vi fu anche lo "MV1"), fu la prima versione prodotta in serie ad impiegare i motori radiali Bramo 323. Per altro simile alla versione "E", venne costruita nella variante M-1 della quale furono realizzati esemplari "tropicalizzati" ("M-1/Trop") o per i quali si prevedeva la possibilità di trasportare sul dorso, dietro alla postazione della mitragliatrice, un canotto gonfiabile (M-1/U1).
Do 17 PCorrispondente alla "M" da bombardamento, la Dornier realizzò per la Luftwaffe la versione "P", destinata a compiti di ricognizione; sostanzialmente inalterata nella cellula, presentava modifiche nella motorizzazione che era affidata ai radiali BMW 132. Ogni velivolo poteva essere equipaggiato con una coppia di apparecchiature fotografiche (in diverse combinazioni) e per i voli notturni era previsto l'impiego di "bengala", trasportati in rastrelliere subalari. La serie produttiva ricevette la denominazione P-1 ed anche in questo caso alcuni esemplari furono adattati per l'impiego in regioni desertiche ("P-1/Trop") mediante filtri antisabbia e particolari dotazioni di sopravvivenza.
Do 17 RSi tratta di designazione assegnata a due esemplari: il primo ("RV1") ebbe matricole civili "D-AEEE" e motori BMV VI (più tardi sostituiti da due Daimler-Benz DB 600G) mentre il secondo ("RV2") fu immatricolato "D-ATJU" e dotato di motori Daimler-Benz DB 601. Entrambi funsero da banco di prova volante per la sperimentazione di dispositivi di puntamento per il bombardamento.
Do 17 SVersione caratterizzata dalla modifica della zona anteriore della fusoliera, ampliata e costituita completamente da pannelli di vetro denominata in tedesco Kampfkopf ("testa da battaglia"). Per incrementare la capacità difensiva dell'aereo venne introdotta una nuova postazione ventrale equipaggiata con una mitragliatrice MG 15 manovrata da un armiere disposto in posizione prona, rivolto verso la poppa del velivolo. La produzione si limitò a tre esemplari designati S-0, la cui propulsione fu affidata ad una coppia di Daimler-Benz DB 600A oppure G.
Do 17 USi trattò di una versione dotata della nuova fusoliera ampliata e vetrata, già sperimentata sui pochi velivoli della serie "S". La serie produttiva fu costituita complessivamente da quindici esemplari, di cui tre di pre-serie denominati U-0 ed i rimanenti codificati come U-1. Questi velivoli dal punto di vista operativo erano destinati al coordinamento ed alla guida sul bersaglio delle formazioni di bombardieri operanti sulle lunghe distanze. Gli esemplari di questa serie prevedevano l'impiego di equipaggi comprendenti due marconisti addetti alle comunicazioni ed erano equipaggiati con motori Bramo 323 A-1.
Do 17 ZFu l'ultima versione del Do 17, facendo registrare il più elevato numero di esemplari prodotti, circa 1 700, ed il maggior numero di varianti realizzate. Vide la luce nel corso del 1939 con il prototipo "ZV-1", motorizzato con due radiali Bramo 323 A-1 e dotato della cabina vetrata simile agli esemplari delle versioni "S" e "U". A questo esemplare fecero seguito alcuni esemplari di pre-serie denominati Z-0, armati con tre mitragliatrici MG 15. In seguito la produzione si articolò in diverse varianti, sulla cui definizione alfanumerica le fonti non sempre sono concordi:
Do 17 Z-1variante da bombardamento, praticamente identica alla "Z-0", era equipaggiata con un radar FuG 10, spinta da due motori radiali Bramo 323 A e montava una quarta mitragliatrice nel muso; il carico offensivo trasportato non poteva eccedere i 500 kg, stante la scarsa potenza dei motori;
Do 17 Z-2variante da bombardamento ottenuta mediante conversione sul campo degli esemplari di "Z-1" realizzata sostituendo i motori con due nuovi radiali Bramo 323 P da 1 050 CV; la nuova motorizzazione consentì di riportare il carico offensivo trasportabile a 1 000 kg mentre l'armamento difensivo, in genere previsto in sei mitragliatrici MG 15, arrivò a contare fino ad otto armi;
Do 17 Z-3variante nata anch'essa per il bombardamento, prevedeva l'installazione di fotocamere nella cabina di pilotaggio ed i circa venti esemplari costruiti furono destinati alla ricognizione fotografica a lungo raggio;
Do 17 Z-4fu l'unica variante del Do 17 destinata all'addestramento, in particolare per il volo cieco. Derivati dalle serie "Z-1" e "Z-2", gli esemplari di questa variante erano spesso privi di installazioni belliche per risparmiare peso;
Do 17 Z-5versione bombardiere, destinata prevalentemente all'impiego antinave contro le unità nemiche più leggere o meno armate. Dato il prevalente impiego sul mare, i velivoli di questa versione potevano trasportare sul dorso la scialuppa gonfiabile già sperimentata nella versione "M" unitamente a sacche di galleggiamento disposte in fusoliera e nelle gondole dei motori che avrebbero dovuto garantire la salvezza del velivolo e dell'equipaggio in caso di ammaraggio forzato;
Do 17 Z-6in questo caso le diverse fonti non sono concordi nel dettagliare le caratteristiche del velivolo: secondo alcuni la sigla identificherebbe un piccolo numero di esemplari delle serie precedenti che furono privati dell'armamento, adattati all'impiego alle alte quote e dotati di serbatoi di carburante aggiuntivi; in questa configurazione sarebbero stati destinati alle osservazioni meteorologiche;
altri identificano con questa sigla la versione nachtjäger (caccia notturno) definita anche Kauz I (uno dei termini usati in lingua tedesca per indicare il gufo). In questo caso viene riportata la realizzazione di un solo esemplare di "Z-6" ottenuto dall'unione della fusoliera del Do 17 con il muso di uno Junkers Ju 88 C-1 compreso l'armamento costituito da tre mitragliatrici MG 17 calibro 7,92 mm più un cannone MG FF calibro 20 mm;
Do 17 Z-7alcuni identificano con questa sigla la variante "Kauz I" per la caccia notturna; in modo difforme a quanto già indicato, in questo caso si tratterebbe di tre velivoli ottenuti modificando esemplari preesistenti ed armati con tre MG 17 ed un cannone MG 151. Questi velivoli sarebbero stati equipaggiati con uno dei primi impianti di rilevamento all'infrarosso e con uno dei primi radar che diede successivamente origine al "FuG 202 Lichtenstein";
Do 17 Z-8versione rimasta allo stato progettuale: ribattezzata Geier ("avvoltoio"") avrebbe dovuto essere impiegata per l'attacco al suolo, ma le difese passive contro l'artiglieria antiaerea avrebbero reso eccessivamente pesante il velivolo, riducendone le prestazioni in modo non accettabile;
Do 17 Z-9si tratta di un'altra variante che non lasciò i tavoli da disegno; nelle intenzioni dei progettisti avrebbe dovuto operare contro le difese antiaeree avversarie, utilizzando carichi offensivi costituiti da bombe di piccole dimensioni raccolte in sedici contenitori (una sorta di bomba a grappolo ante litteram), trasportati nella fusoliera appositamente modificata;
Do 17 Z-10ultima delle versioni del Do 17, era destinata alla caccia notturna e venne denominata anche Kauz II; all'atto pratico furono circa una decina i velivoli realizzati, frutto di conversioni dalle serie precedenti. L'armamento era costituito da mitragliatrici MG 17 e cannoni MG FF in numero variabile a seconda delle diverse fonti.
I sistemi d'intercettazione notturna erano costituiti da un impianto all'infrarosso denominato Spanner Anlage (letteralmente "impianto ficcanaso") e da un riflettore installati nella parte anteriore del muso; la scarsa affidabilità del sistema all'infrarosso portò ben presto alla sua sostituzione con una delle prime versioni del radar Lichtenstein. Le prestazioni del Do 17 furono comunque inferiori a quelle del pari ruolo Ju 88C e portarono al disimpegno da compiti di prima linea di tutti gli esemplari in servizio, prima della fine dell'estate del 1942; uno di questi velivoli funse tuttavia da banco di prova volante per la versione "FuG 212" del radar Lichtenstein.
Alcuni autori indicano l'esistenza di un progetto per una variante idrovolante a scarponi (Do 17 Z-10 "Seeflugzueg"), che ancora una volta non ebbe alcun seguito produttivo.

## Utilizzatori
Bulgaria

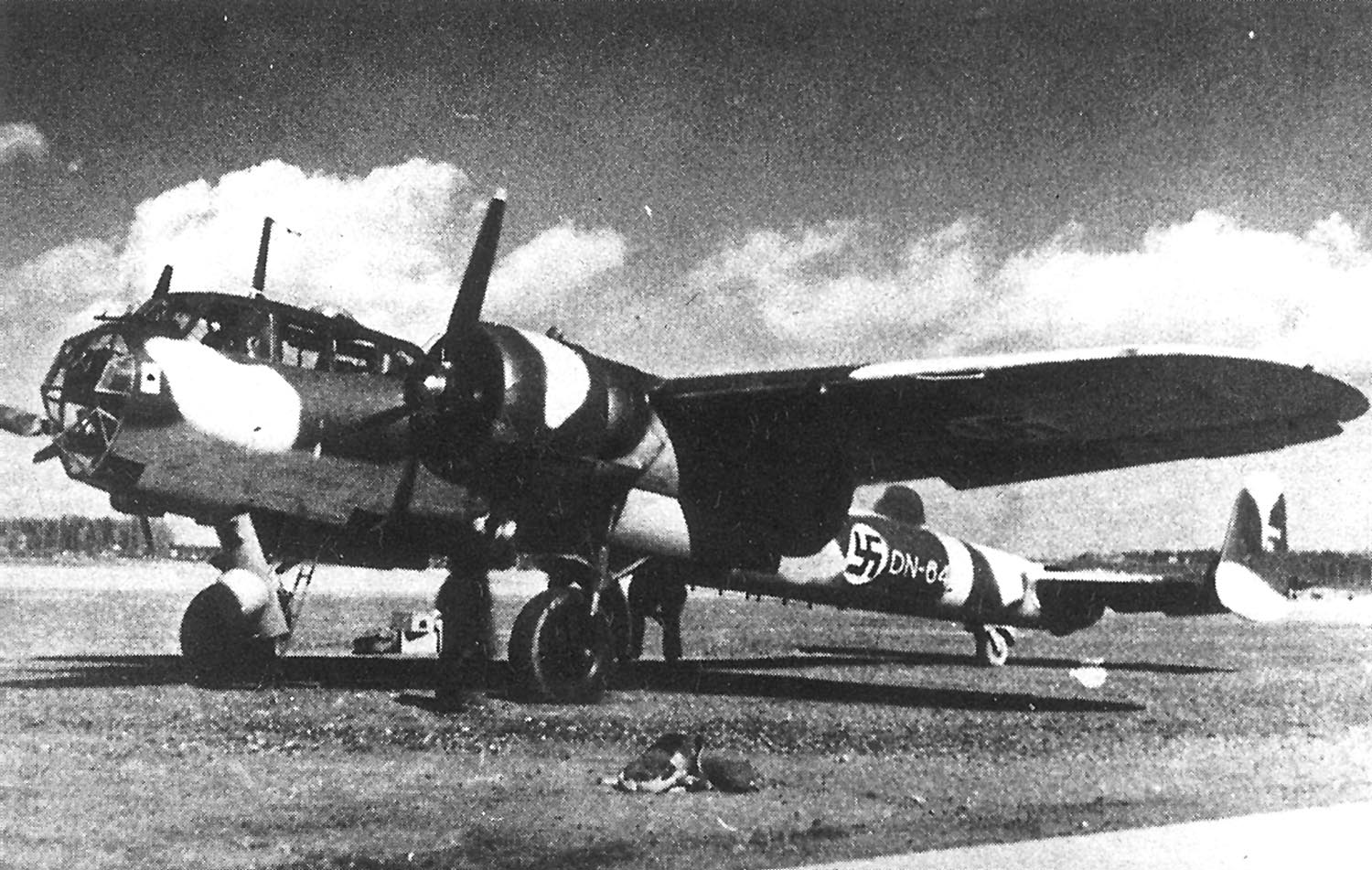
Un Dornier Do 17 Z con la livrea della finlandese Suomen ilmavoimat.

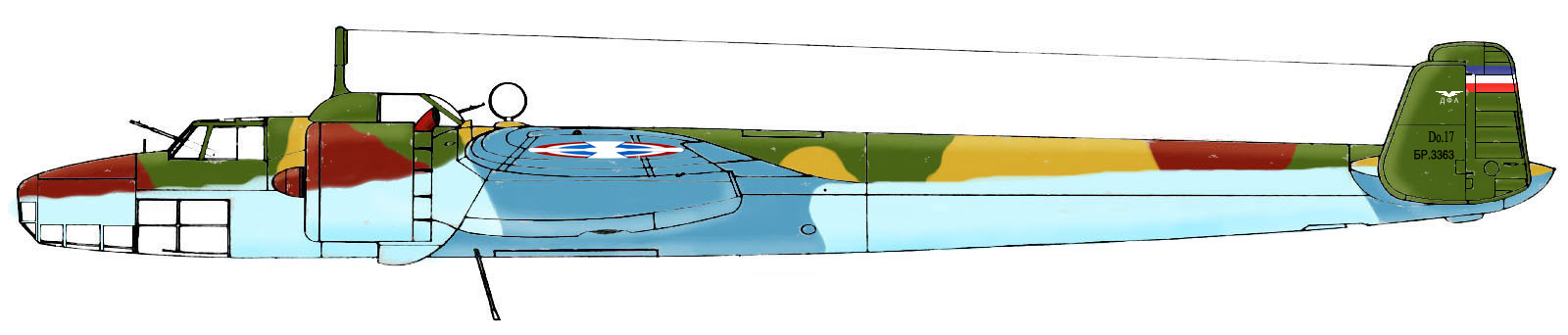
Il profilo a colori del Do 17 K nella livrea della Jugoslovensko kraljevsko ratno vazduhoplovstvo i pomorska avijacija.

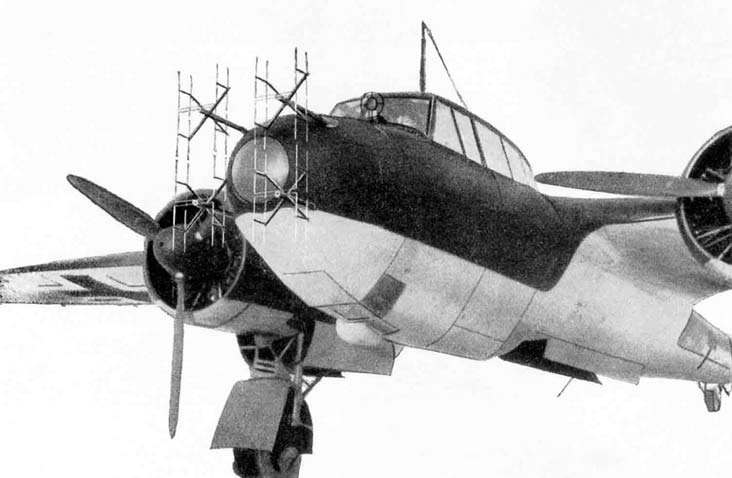
Radar Lichtenstein montato sul muso di un Do 17

- Vazhdushnite na Negovo Velichestvo Voiski

ricevette 11 esemplari ex-Jugoslavi nel 1941 rimasti in servizio operativo fino alla fine del 1945.
 Croazia
- Kroatische Luftwaffen Legion[42]

 Finlandia
- Suomen ilmavoimat
  - Lentolaivue 46

ricevette 15 esemplari nel gennaio 1942.
 Germania
- Luftwaffe
  - Legione Condor

 Jugoslavia
- Jugoslovensko kraljevsko ratno vazduhoplovstvo i pomorska avijacija
  - 209 Eskadrila JKRV

 Romania
- Forțele Aeriene Regale ale României

ricevette 10 Do 17M nel novembre 1942.
 Spagna
- Aviación Nacional

al termine della Guerra civile spagnola, la Legione Condor cedette alla Spagna i suoi Do 17E, F, e P, 13 dei quali continuarono ad essere utilizzati nella reistituita aeronautica militare spagnola, l'Ejército del Aire.
 Svizzera
- Forze Aeree Svizzere

operarono con un solo Do 17Z-2, requisito dopo un atterraggio all'aeroporto di Basilea nell'aprile 1940.
 Regno Unito
- Royal Air Force[49][50]

due Do 17K jugoslavi scappati dalla Jugoslavia con re Pietro II e oro.
 Ungheria
- Magyar Királyi Honvéd Légierő

ricevette un Do 17Ka-3 ex-Jugoslavo.

## Esemplari attualmente esistenti
Nell'aprile del 2011 è stato individuato sul fondo della Manica quello che dovrebbe essere l'ultimo esemplare ancora esistente dell'aeroplano: adagiato in una zona di fondale nota come Goodwin Sands, sarebbe affiorato dai sedimenti nel 2008.
Dovrebbe trattarsi del Do 17 pilotato dal maresciallo Willi Effmert, parte di una squadriglia incaricata di effettuare una missione di bombardamento su aeroporti situati nell'Essex durante la battaglia d'Inghilterra. Attaccato dai Bolton Paul Defiant del 264º Squadrone della Royal Air Force, venne colpito il 26 agosto 1940 e costretto a un ammaraggio di fortuna nel quale Effmert ed il suo puntatore si salvarono e furono fatti prigionieri; il resto dell'equipaggio, invece, perì durante la manovra.
Dato il valore storico dell'aeroplano e la sua integrità strutturale nonostante il lungo periodo trascorso in mare, il Royal Air Force Museum ha espresso l'intenzione, una volta recuperato, di esporlo nella sede di Cosford. Il recupero ha avuto luogo il 10 giugno 2013 ed è stato effettuato dalla Società Britannica specializzata Sea Tech.
Dall'esame dei resti è emerso che sommozzatori non autorizzati hanno già saccheggiato il velivolo, privo di una delle mitragliatrici di difesa.
Il rottame, nel frattempo tenuto in immersione in uno speciale contenitore, è stato sottoposto a irrigazione con acido citrico per eliminare le impurità al suo interno. La prossima fase prevede la totale asciugatura delle maggiori sezioni recuperate: fusoliera, coda e ali.

### Annotazioni
1. ↑  La sigla FuG era indicativa di "Flugzeug Funkanlage", letteralmente sistema radio per aeromobili ed indicava tutte le apparecchiature radiofoniche e radar impiegati sui velivoli tedeschi".
2. ↑  La fonte di lingua inglese, da cui la notizia è tratta, riporta "3rd Bomber Wing" senza indicare l'esatta dicitura in lingua originale.
3. ↑  Al fine di comprendere meglio le sigle assegnate alle diverse versioni, si tenga presente che l'indicazione "V" in genere indica "Versuch", in tedesco "di prova", "prototipo".
4. ↑  In alcuni casi oltre al numero progressivo del prototipo, si trovano anche indicazioni relative al numero del prototipo relativo alla singola variante: ad esempio i prototipi V11 e V12 sono indicati anche come LV1 e LV2 in quanto primo e secondo prototipo della variante L.
5. ↑  senza indicazioni circa fusioni con il muso dello Ju 88.

### Fonti
1. 1 2  Dressel e Griehl 1994, p. 25.
2. ↑  Keskinen e Stenman 1999, p. 51.
3. ↑  Goss 2005, pp. 12, 17.
4. ↑  Green 1970, p. 122.
5. ↑  Munson 1983, p. 225.
6. 1 2  Griehl 2005, p. 2.
7. ↑  Green e Swanborough 1986, pp. 42-43.
8. ↑  Green e Swanborough 1986, p. 43.
9. ↑  Nowarra 1990, pp. 4-5.
10. ↑  Nowarra 1990, p. 4.
11. ↑  Nowarra 1990, p. 5.
12. 1 2  Goss 2005, p. 7.
13. ↑  Munson 1983, p. 296.
14. ↑  Griehl 2005, p. 12.
15. ↑  Dressel e Griehl 1994, p. 26.
16. 1 2  www.century-of-flight.net, Dornier DO17 / Do 215.
17. 1 2 3 4 5 6 7 8 9 10  Smith, 1967, p. 4.
18. ↑  www.historyofwar.org, Dornier Do 17.
19. 1 2 3  Boroli, Boroli; 1983, p. 157.
20. 1 2  Smith, 1990, p. 107.
21. ↑  Guernica, Historic Wings.
22. 1 2 3 4 5 6 7 8 9 10  Smith, 1967, p. 2.
23. 1 2  Flight, 29 luglio 1937, pp. 114-116.
24. ↑  Smith, 1967, p. 5.
25. 1 2 3 4  Smith, 1967, p. 6.
26. ↑  Smith, 1967, p. 13.
27. ↑  Smith, 1967, p. 9.
28. ↑  Smith, 1967, p. 10.
29. ↑  Smith, 1967, p. 11.
30. 1 2 3 4 5 6 7 8  Smith, 1967, p. 12.
31. 1 2  Boroli, Boroli; 1983, p. 158.
32. ↑  Griehl, 2005, p. 3.
33. 1 2 3 4 5  Smith, 1967, p. 3.
34. 1 2  Griehl, 2005, p. 4.
35. 1 2 3  Griehl, 2005, p. 5.
36. 1 2  Nowarra 1993, p. 186.
37. ↑  Griehl, 2005, p. 6.
38. 1 2 3 4 5  Griehl, 2005, p. 7.
39. 1 2 3 4  Nowarra 1993, p. 187.
40. 1 2 3 4 5 6 7 8 9  Griehl, 2005, p. 8.
41. ↑  Green e Swanborough 1989, p. 67.
42. ↑  Goss 2005, pp. 91-92.
43. ↑  Goss 2005, p. 100.
44. ↑  Green 1967, p. 158.
45. ↑  Goss 2005, p. 16.
46. ↑  Goss 2005, p. 97.
47. ↑  Green 1967, p. 145.
48. ↑  Nowarra 1990, p. 35.
49. ↑  March 1998, p. 249.
50. ↑  Goss 2005, p. 10.
51. ↑   RJ "Mick" Dudman, su users.cyberone.com.au, 22 aprile 2011 (archiviato dall'url originale il 29 giugno 2012).
52. ↑  RHAF serials (1938–1945) History of the Hungarian Airforce. Retrieved: 15 January 2008.
53. ↑  https://www.youtube.com/watch?v=KeWpeheRHyA
54. ↑   Nick Higham, Luftwaffe Dornier 17 at Goodwin Sands 'still intact', in BBC News, 8 aprile 2011. URL consultato il 27 gennaio 2011.
55. ↑  (EN) Rare German bomber found on the Goodwin Sands, su kentonline.co.uk, KentOnline, 3 settembre 2010. URL consultato il 27 gennaio 2012 (archiviato dall'url originale l'8 novembre 2012).
56. ↑  L'aereo tedesco riemerso dal passato. E dall'acqua da Corriere.it.
57. ↑  https://www.rafmuseum.org.uk/cosford/things-to-see-and-do/dornier-17-conservation.aspx

### Pubblicazioni
- (DE) Karl Kössler, Do 17, die wirkliche Entstehungsgeschichte, in Fliegerrevue extra, Nr. 18, Bergkirchen, DE, PPVMEDIEN GmbH, aprile 2007,  pp. 74-99.
- (EN) J. Richard Smith, The Dornier Do 17 & 215, in Aircraft Profile, Number 164, Leatherhead, UK, Profile Publications Ltd., 1967.
- (EN) William Green, Gordon Swanborough, The Annals of the 'Pencil': The Story of the First-Generation Dornier Do 17, in Air Enthusiast, n. 30, Bromley, Kent, Tri-Service Press, marzo—giugno 1986,  pp. 38-53, ISSN 0143-5450 (WC · ACNP).
- (EN)  (EN) William Green, Gordon Swanborough, Balkan Interlude - The Bulgarian Air Force in WWII, in Air Enthusiast, n. 39, Bromley, Kent, Tri-Service Press, maggio–agosto 1989,  pp. 58-74, ISSN 0143-5450 (WC · ACNP).
- (EN) Zurich International, in Flight, Sutton, Surrey - UK, Reed Business Information Ltd., 29 luglio 1937,  pp. 114-116. URL consultato l'8 dicembre 2013.
- (EN) The Four Winds, in Flight, Sutton, Surrey - UK, Reed Business Information Ltd., 23 dicembre 1937,  p. 623. URL consultato l'8 dicembre 2013.